# Алексеј Миранчук
Алексеј Андрејевич Миранчук (рус. Алексей Андреевич; Славјанск на Кубану, 17. октобар 1995) професионални је руски фудбалер који игра на позицијама нападача и офанзивног везног. Тренутно наступа за Аталанту. Претходно је са Локомотивом освојио титулу првака руске Премијер лиге, те два трофеја у националном купу. Такође је и стандардни репезентативац Русије од 2015. године.
Његов брат близанац Антон је такође професионални фудбалер и репрезентативац Русије.

## Клупска каријера
Алексеј је почео да тренира фудбал заједно са братом близанцем Антоном још као дечак, у редовима локалног фудбалског клуба из Славјанска, Олимпа. Обојица браће су неколико година играли за млађе селекције Олимпа на омладинским турнирима, након чега су их приметили скаути московског Спартака, те су браћа Миранчук наставила своје фудбалско усавршавање у Спартаковој школи фудбала. За Спартак су обојица играли на бројним јуниорским турнирима, неки су били и међународног карактера, али ипак нису успели дуже да се задрже у клубу. 
Међутим одмах по одласку из Спартака приметили су их скаути другог московског великана, Локомотиве. Обојица браће су успели да се наметну стручном штабу новог тима са којим су успели да освојие три титуле националног првака у својим узрасним категоријама, а Алексеј је 2012. проглашен за најбољег играча купа млађих категорија. 
У фебруару 2013. тадашњи тренер сениорског тима Локомотиве Славен Билић уврстио је Алексеја у први тим, а први меч у националном првенству одиграо је 20. априла исте године против Кубања у Краснодару. Први погодак у професионалној сениорској конкуренцији постигао је већ 5. маја у гостујућој утакмици против Амкара у Перму (Локомотива је добила тај меч резултатом 4:2). Први велики успех у каријери остварио је у сезони 2014/15. када је освојен Куп Русије, а Миранчук је постигао последњи погодак у финалном мечу против Кубања. У наредним сезонама Миранчук се усталио у првом тиму Локомотиве, а сезону 2017/18. завршава и са првом титулом националног првака. 

## Репрезентативна каријера
Миранчук је играо за све узрасне категорије руског националног тима, а на ширем списку сениорске репрезентације први пут се нашао са свега 17 година за квалификациону утакмицу за Светско првенство 2014. против Ирске. Прву утакмицу у дресу сениорског тима одиграо је 7. јуна 2015. против Белорусије, у тој утакмици Миранчук је ушао као замена у 71. минуту и одмах на дебију постигао и свој први репрезентативни погодак. 
Прву званичну утакмицу на великим такмичењима одиграо је на Купу конфедерација 17. јуна 2017. против Новог Зеланда. Годину дана касније нашао се и у саставу репрезентације за Светско првенство 2018. у Русији.   

### Списак репрезентативних наступа
Ажурирано 14. јуна 2018.
| Списак утакмица у дресу репрезентације Русије | Списак утакмица у дресу репрезентације Русије | Списак утакмица у дресу репрезентације Русије | Списак утакмица у дресу репрезентације Русије | Списак утакмица у дресу репрезентације Русије | Списак утакмица у дресу репрезентације Русије | Списак утакмица у дресу репрезентације Русије |
| №                                             | Датум                                         | Противник                                     | Резултат                                      | Голови                                        | Тип утакмице                                  |                                               |
| --------------------------------------------- | --------------------------------------------- | --------------------------------------------- | --------------------------------------------- | --------------------------------------------- | --------------------------------------------- | --------------------------------------------- |
| 1                                             | 7. јун 2015.                                  | Белорусија                                    | 4:2                                           | 1                                             | Пријатељска утакмица                          |                                               |
| 2                                             | 14. јун 2015.                                 | Аустрија                                      | 0:1                                           | —                                             | Квалификације за ЕП 2016.                     |                                               |
| 3                                             | 31. август 2016.                              | Турска                                        | 0:0                                           | —                                             | Пријатељска утакмица                          |                                               |
| 4                                             | 6. септембар 2016.                            | Гана                                          | 1:0                                           | —                                             | Пријатељска утакмица                          |                                               |
| 5                                             | 15. новембар 2016.                            | Румунија                                      | 1:0                                           | —                                             | Пријатељска утакмица                          |                                               |
| 6                                             | 24. март 2017.                                | Обала Слоноваче                               | 0:2                                           | —                                             | Пријатељска утакмица                          |                                               |
| 7                                             | 28. март 2017.                                | Белгија                                       | 3:3                                           | 1                                             | Пријатељска утакмица                          |                                               |
| 8                                             | 5. јун 2017.                                  | Мађарска                                      | 3:0                                           | —                                             | Пријатељска утакмица                          |                                               |
| 9                                             | 9. јун 2017.                                  | Чиле                                          | 1:1                                           | —                                             | Пријатељска утакмица                          |                                               |
| 10                                            | 17. јун2017.                                  | Нови Зеланд                                   | 2:0                                           | —                                             | Куп конфедерација 2017.                       |                                               |
| 11                                            | 7. октобар 2017.                              | Јужна Кореја                                  | 4:2                                           | 1                                             | Пријатељска утакмица                          |                                               |
| 12                                            | 10. октобар 2017.                             | Иран                                          | 1:1                                           | —                                             | Пријатељска утакмица                          |                                               |
| 13                                            | 11. новембар 2017.                            | Аргентина                                     | 0:1                                           | —                                             | Пријатељска утакмица                          |                                               |
| 14                                            | 15. новембар 2017.                            | Шпанија                                       | 3:3                                           | 1                                             | Пријатељска утакмица                          |                                               |
| 15                                            | 23. март 2018.                                | Бразил                                        | 0:3                                           | —                                             | Пријатељска утакмица                          |                                               |
| 16                                            | 27. март 2018.                                | Француска                                     | 1:3                                           | —                                             | Пријатељска утакмица                          |                                               |
| 17                                            | 30. мај 2018.                                 | Аустрија                                      | 0:1                                           | —                                             | Пријатељска утакмица                          |                                               |
| 18                                            | 5. јун 2018.                                  | Турска                                        | 1:1                                           | —                                             | Пријатељска утакмица                          |                                               |